# Pro-cathédrale Saint-Érasme de Cervione

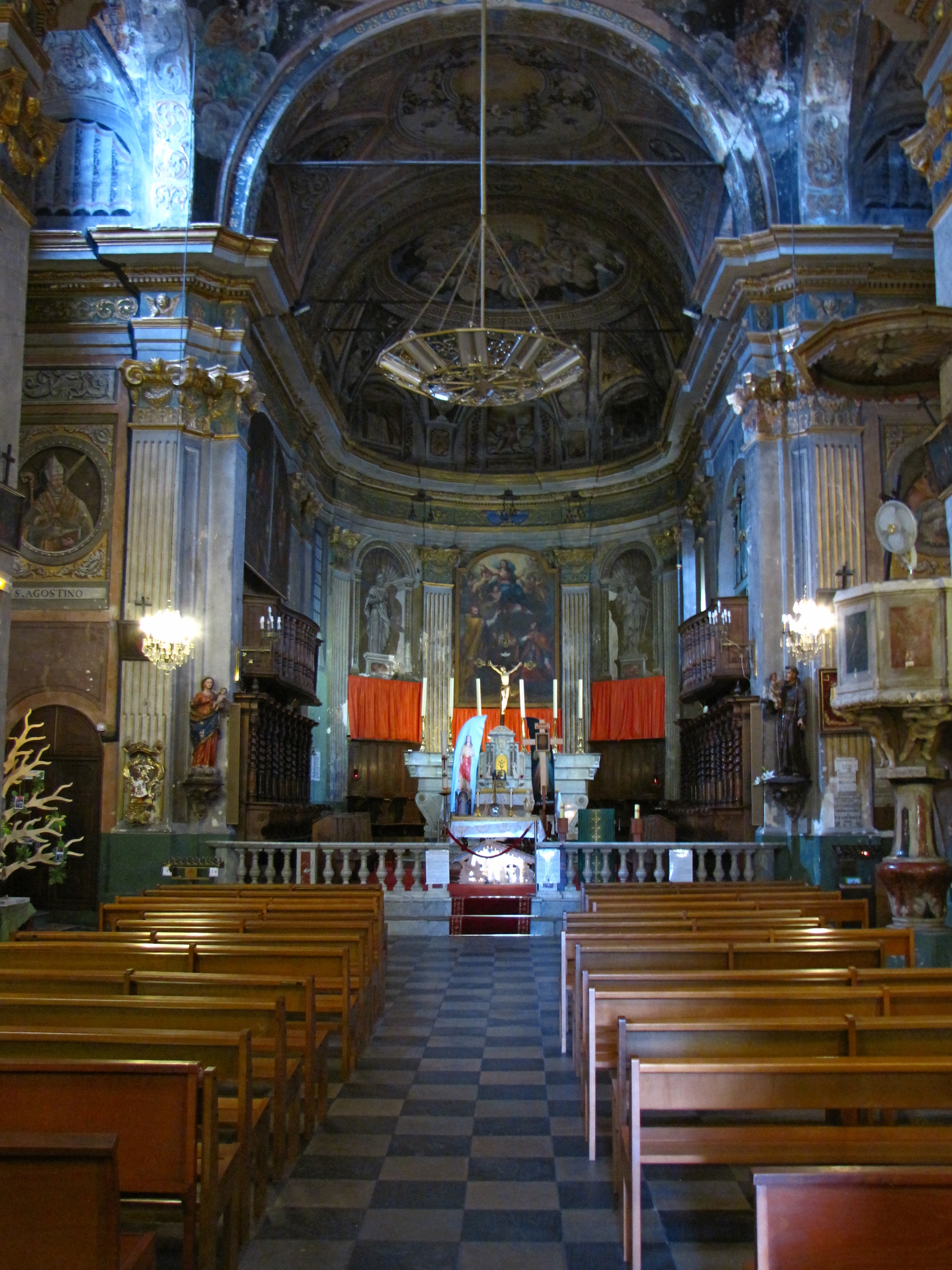
Intérieur de la cathédrale.

La pro-cathédrale Saint-Érasme de Cervione est une ancienne cathédrale catholique romaine située à Cervione dans le département de la Haute-Corse. Elle a été le siège du diocèse d'Aléria au XVIIIe siècle et jusqu'en 1802, date de sa suppression et de son rattachement au diocèse d'Ajaccio.
Elle fut construite durant la première moitié du XVIIIe siècle et durant le XIXe siècle par Boni (marbrier), Giavarini Francesco (peintre) et Giordani (peintre).
Elle fait l’objet d’un classement au titre des monuments historiques depuis le 27 juin 1928.

## Historique

### Origine
Cet édifice, reconstruit de 1714 à 1745 à l'emplacement de la cathédrale élevée à partir de la fin de 1578, sous l'épiscopat de monseigneur Alexandre Sauli, sous le titre de saint Érasme, saint Pierre et saint Paul, est mentionné en mauvais état en 1770. 

### Restauration
Restauré au cours du premier quart du XIXe siècle et orné en 1828 d'un décor peint (étudié dans la base Palissy) exécuté par les peintres Giavarini et Giordani, il fait l'objet en 1858 d'une importante campagne de restauration caractérisée principalement par la reconstruction de la coupole effondrée en 1855. 
Le chœur est partiellement remanié en 1896, une balustrade en marbre précédée d'un degré, due au marbrier Boni, remplaçant la balustrade originelle en bois. Au cours du XXe siècle, la cathédrale sera soumise à de nouveaux travaux de réfection (notice établie à partir des travaux historiques d'A. D. Monti).

## Description
Édifice de plan en croix latine formé d'une nef à trois vaisseaux voûtés en berceau à lunettes, d'un transept aux bras voûtés en berceau à lunettes et à la croisée de transept couverte d'une coupole elliptique, d'un chœur à première travée droite voûtée en berceau à lunettes prolongée par une abside voûtée en cul-de-four. Présence d'une tour clocher sommée d'un lanternon.
L’existence de la cathédrale et de la chapelle Sainte-Croix appartenant à la confrérie de même nom est attestée à partir de 1538 par le notaire Santulino. Après avoir mis en chantier le séminaire, saint Alexandre s’est attaché à édifier le palais épiscopal et la cathédrale. Celle-ci s’est élevée à l’emplacement de l’ancienne église qu’on a rasée ou, peut-être même utilisée dans sa construction nouvelle. La cathédrale édifiée par saint Alexandre était un édifice modeste par comparaison avec l’édifice actuel.
Cette cathédrale que l'on peut visiter aujourd'hui est une des plus imposantes églises de Corse, par l'importance de son architecture baroque. Elle date de la première moitié du XVIIIe siècle. La date de 1714, gravée sur le mur nord est celle du début des travaux. Sa construction a été très longue, puisqu'elle continuera trente ans après le début des travaux, pour s'achever vers l'année 1745. 

### Cathédrale baroque
Elle appartient à l'esthétique baroque, qui avait atteint la perfection en Italie au XVIIe siècle et conquis le nord de l'Europe au début du XVIIIe siècle. Sa façade à trois étages rappelle celle de l'église des jésuites de Cambrai, commencée trente-cinq ans auparavant. On y retrouve les mêmes pilastres dédoublés pour atténuer la lourdeur de l'ensemble, les mêmes volutes, pour assurer la transition d'un étage à l'autre, les mêmes flammes aériennes et la même croix rayonnante. Mais contrairement à celle de Cambrai, sa façade est beaucoup plus dépouillée, plus sobre, sans sculptures et aux motifs allégés. 
Son plan est conforme à celui de l'église du Gesù à Rome, archétype du barocco : une nef unique couverte en berceau, bordée de chapelles latérales assez peu profondes comme le veut le goût de l'époque, une croisée de transept, dominée d'une des rares coupoles de l'île, aux pendentifs montrant les Quatre évangélistes, peints à fresque, et surmontée d'un lanternon qui éclaire l'intérieur de l'église. 
Extérieurement, les proportions de la coupole et du lanternon se marient admirablement avec celles du clocher.

## Les chapelles

### Chapelle Saint-Alexandre
La première des chapelles latérales que l'on trouve à gauche, est dédiée à saint Alexandre Sauli. Un tableau encadré de deux colonnes torses, montre le saint agenouillé devant la croix. Sur les murs, de chaque côté de la grande porte, deux fresques : l'une représentant l'arrivée de saint Alexandre Sauli à Cervione, l'autre les felouques barbaresques détruites par la tempête, au large de Prunete. 

### Baptistère
Entre la chapelle de saint Alexandre, et celle de saint Joseph se trouve le baptistère qui est un don de M. Toussaint Caneri, né le 3 décembre 1855 au hameau de Canali sur la commune de Cervione, député de la Nation française au Caire.

### Chapelle Saint-Joseph
La chapelle suivante est celle dédiée à saint Joseph. Un cartouche situé dans le centre du fronton de l'autel dit : ite ad Joseph. 
Le tableau qui s'y trouve, et dans lequel Joseph y est figuré dans la partie supérieure droite, illustre la remise du rosaire par la Vierge à l'Enfant (Notre-Dame du Rosaire) à sainte Catherine de Sienne, à gauche, et sainte Claire d'Assise à droite. Tableau qui a été probablement apposé dans cette chapelle beaucoup plus tardivement. 
La chapelle qui fait face à celle de Saint-Joseph, dans le même style décoratif, montre un tableau dans lequel figurent l'Enfant Jésus, la Vierge Marie, Jean le Baptiste enfant et sa mère sainte Élisabeth. En arrière plan apparaît le saint évêque Blaise (Arménie), saint Joseph et saint Zacharie.

### Chapelle Sainte-Lucie
La dernière chapelle est dédiée à sainte Lucie, pour rappeler l'ancienne église Sainte-Lucie, qui appartenait à la confrérie du même nom et qui était située en face de la cathédrale. 
Il reste une statue en bois et un tableau la représentant avec, sur la poitrine, la Croix, insigne de la confrérie. Le tableau d'autel rapporté ultérieurement montre la remise du scapulaire par Notre-Dame du Carmel à saint Simon Stock. Le croisillon nord du transept abrite l'autel de la remise du rosaire par Vierge à l'Enfant (Notre-Dame du Rosaire), à saint Dominique et sainte Rose de Lima, et autour du tableau les quinze mystères du Rosaire. Les superstructures de l'autel sont peintes dans le mur. 
En face de cet autel, un tableau montrant l'archange Saint Michel terrassant le démon. Ce saint avait une grande importance auprès de la population insulaire, et il est représenté dans de nombreuses églises de Corse. Ce tableau serait la copie de celui exécuté par Guido Remi, au XVIIe siècle, pour l'église des capucins à Rome. 
L'autel majeur est surmonté d'une toile figurant le pape saint Grégoire le Grand, et un personnage agenouillé adorant la Vierge Marie. La représentation de Grégoire le Grand n'étonne pas. La correspondance de ce pape, élu en 1590, montre qu'il avait beaucoup de sollicitude envers la Corse. 
Dans le chœur, les stalles des chanoines aux colonnes torsadées datent de 1750, donc du règne de Louis XV. Sur la droite, le trône des évêques d'Aleria. Sur la gauche celui de saint Alexandre Sauli, avec les armoiries du saint. 

#### L'orgue
L'orgue était initialement au couvent Saint-François de Campulori sur la commune de Cervione, transféré à la cathédrale entre 1797 et 1861. Saura-t-on jamais s'il fut construit en Corse ou bien importé d'Italie par des franciscains. Dans l'instrument lui-même, pas de date, pas de signature, Barthélemy Formentelli qui l'a restauré pense toutefois l'attribuer à un facteur d'orgue italien, de l'Italie méridionale travaillant vers 1740/1750, car sa composition n'offrait pas à l'origine de «Voce Umana» et ce jeu n'apparaît, dans la facture de l'instrument du sud, que vers 1750.
En 1971, si 70 % des tuyaux étaient là, c'est bien une restauration complète qui fut nécessaire. Barthélémy Formentelli dut « réinventer » tout ce qui manquait : le clavier est en noyer plaqué de Buis pour les naturelles et d'Ebène pour les feintes, avec frontons décorés ; si l'abrégé en fer, traditionnel, s'imposait, tout comme celui du tirage des jeux, il opta pour des registres, à la console, de section ronde, en bois avec boutons en Buis tourné, comme à la Porta. 
Pour la soufflerie, deux soufflets cunéiformes sont actionnés par un lève-soufflet électromécanique de son invention. Il dota l'instrument d'un usignolo (rossignol) et d'une cornemuse (dite aussi viella ou piva) ; il s'agit d'un ensemble de quelques petits tuyaux barbotant dans une cuve remplie d'eau, et qui veulent imiter un gazouillis d'oiseaux. La Cornemuse est un unique tuyau d'anche plutôt grave, qui est actionné par la 9e et dernière touche du pédalier ; on l'utilise pour de longues tenues de «Bourdon», notamment dans les Pastorales. 
En juin 1994, l'orgue de Cervione vient prendre place au nombre des plus beaux instruments corses du XVIIIe siècle à côté de celui de la Porta, de Munticellu, de l'Annonciade de Corti, et Saint Jean-Baptiste de Calvi.

#### Sacristie
Dans la sacristie, le grand meuble du couvent, surmonté des armoiries franciscaines, entièrement fait à la main, était le meuble des chanoines aux douze casiers. Dans la salle des cours de catéchisme, a été remisée une très belle Descente de Croix. On y voit saint Jean l'évangéliste au pied de la croix, et Marie évanouie secourue par de saintes femmes.

## Les statues
Les autres statues en bois situées dans la cathédrale, avec celle de Sainte Lucie, sont : Saint Erasme, Saint Antoine de Padoue qui provient du couvent, Notre-Dame-de-Miséricorde, Notre-Dame du Rosaire - celle-ci en bois polychrome. Saint Antoine de Padoue est le plus célèbre des saints franciscains, pour lequel tous les villages de Corse possédaient, naguère, une confrérie. Il est invoqué par les bergers, dont il est le saint patron. Protecteur des troupeaux, il est aussi celui des enfants. Autrefois en Corse, on revêtait les enfants malades, de son habit : la robe marron et le cordon blanc.

## Fin des travaux auXIXesiècle
Lorsque les murs de la cathédrale furent terminés, les habitants, de Cervione ne purent subvenir aux frais de la décoration. Les peintures et les ors, de fort belle facture, furent exécutés beaucoup plus tard, comme l'indique la signature de Franco Giavarini en 1828. 
En 1853, on refera le pavage avec des carreaux de marbres, bleus et blancs provenant des carrières de Brando, situées dans le Cap Corse. 
En 1858, on dut reconstruire la coupole, les dépenses furent couvertes par une souscription à laquelle participa l'impératrice Eugénie. 
Sa dernière transformation de l'édifice date de 1896, qui a consisté à remplacer la balustrade en bois du chœur par une balustrade en marbre, en même temps que la réfection des marches de l'autel.

## Les peintures
Au début du XIXe siècle, Prosper Mérimée n'accorda pas beaucoup d'intérêt aux églises des XVIIe siècle et XVIIIe siècle. Il critique leur décoration intérieure due, disait-il, à des barbouilleurs italiens. Toutefois, parmi les rares d'entre elles qui trouvèrent grâce à ses yeux, il cita celle de Cervione. Il manifesta le même mépris pour les campanili (clochers) de cette époque : élégants vus de loin, ils ne peuvent supporter l'examen lorsqu'on les approche. » Pourtant parmi les exceptions qu'il retint, celui de Cervione fut cité comme faisant partie des plus remarquables. 
Les hagiographes de Santu Lisandru Sauli font état de la présence constante des barbaresques devant les côtes du Campulori afin de mettre en relief la bonté ou les dons surnaturels de l’évêque d’Aléria. Vers la moitié de l’année 1584, Mgr Sauli accueille à Cervioni plus de 700 pêcheurs de corail poursuivis par les corsaires. Il leur donne la nourriture et le logement. Au mois d’octobre de la même année, 11 galères du vice-roi d’Alger se dirigent vers la campulori. Les Cervionais fuient leurs demeures et exhortent l’évêque à les suivre : « non temete, figli mei, quiei barbari non toccherano queste terre », dit-il et pendant qu’il se prosterne pour prier, la tempête brise quelques galères et les vents contraires éloignent les autres.